# Квазиуровень Ферми
Квазиу́ровень Фе́рми — уровень энергии, понятье, используемое в физике твёрдого тела как параметр распределения Ферми — Дирака при описании концентрации неравновесных носителей заряда в полупроводнике, которые вызваны освещением или электрическим током.
Когда полупроводник находится в состоянии термодинамического равновесия, функция распределения электронов на энергетических уровнях описывается распределением Ферми — Дирака. В этом случае уровень Ферми определяется как энергетический уровень, где вероятность нахождения электрона равна 1/2.
В термодинамически неравновесной системе (например, возникающей при пропускании электрического тока через полупроводник или при его освещении) заполнение энергетических уровней электронами и дырками меняется. Учитывая то, что время релаксации электронов в подзонах зоны проводимости значительно меньше, чем их время жизни, можно предположить, что электроны находятся в состоянии термодинамического равновесия в зоне проводимости. Это же относится и к дыркам в валентной зоне. Таким образом,  можно считать квазиуровень Ферми таким энергетическим уровнем, в котором устанавливается термодинамическое равновесие для электронов в зоне проводимости, а для дырок — в валентной зоне. Необходимо подчеркнуть, что при протекании тока можно говорить о термодинамически квазиравновесном, а не равновесном состоянии.
В случае отсутствия токов и внешнего освещения, то есть в термодинамическом равновесии, квазиуровни электронов и дырок совпадают.